# Regola di Lyse
La regola di Lyse, formulata nel 1932 dal norvegese Inge Martin Lyse, esprime l'importanza del tenore di acqua sulla lavorabilità del calcestruzzo.
In un progetto di miscela il contenuto di acqua non è solo l'acqua di impasto ma è anche quella contenuta eventualmente dagli agglomerati.
La regola di Lyse evidenzia che per un determinato agglomerato (alluvionale o di frantumazione), la lavorabilità di un impasto cementizio dipende dal contenuto di acqua indipendentemente dal rapporto acqua/cemento (e pertanto dal dosaggio del cemento) dal quale invece dipende la resistenza finale del calcestruzzo ovvero l'Rck, come evidenziato dalla legge di Abrams.
Tale regola può essere espressa con due enunciati equivalenti: 
- all'aumentare del diametro massimo dell'aggregato, diminuisce l'acqua di impasto necessaria raggiungere una determinata lavorabilità del calcestruzzo fresco, indipendentemente dal dosaggio di cemento;
- fissato il diametro massimo di un determinato aggregato è necessario aumentare l'acqua di impasto per aumentare la lavorabilità del calcestruzzo fresco.

Ne consegue che, dato un determinato inerte (alluvionale o di frantumazione), l'acqua che occorre aggiungere all'impasto per ottenere una certa lavorabilità del calcestruzzo è fissa, a meno che non si impieghino additivi riduttori di acqua di impasto.
Le seguenti tabelle riportano la richiesta di acqua (in kg/m3) in funzione della classe di consistenza secondo l'abbassamento al cono di Abrams (slump), identificata da un codice (da S1 a S5), e del tipo di aggregato.
Per inerte frantumato:
| Dmax | S1  | S2  | S3  | S4  | S5  |
| 8    | 200 | 215 | 235 | 255 | 260 |
| 16   | 185 | 200 | 220 | 230 | 235 |
| 32   | 160 | 175 | 195 | 210 | 215 |
Per inerte naturale:
| Dmax | S1  | S2  | S3  | S4  | S5  |
| 8    | 180 | 195 | 215 | 235 | 240 |
| 16   | 165 | 180 | 200 | 210 | 215 |
| 32   | 140 | 155 | 175 | 190 | 195 |
Dalle tabelle appare evidente che la lavorabilità del calcestruzzo è influenzata dalla superficie dell'inerte utilizzato, scabra per il frantumato e liscia per il naturale.
Per gli inerti di frantumazione la richiesta d'acqua risulta più alta (di circa 20 kg/m3). La richiesta di acqua riportata nelle tabelle diminuisce in presenza di additivi.
Nel caso di additivi areanti (0,01-0,03%) o fluidificanti (0,2-0,3%) il valore riportato può essere ridotto rispettivamente del 5% o 7%, mentre in presenza di superfluidificanti (0,8-1,2%) la riduzione è di circa il 20%.